# Operazione Yankee Team
Operazione Yankee Team fu il nome in codice delle missioni di ricognizione aerea congiunte, effettuate da aeroricognitori della U.S. Navy con la scorta di caccia dell’USAF, e condotte dal 19 maggio 1964 al giugno 1965, durante la guerra civile laotiana.

## Storia

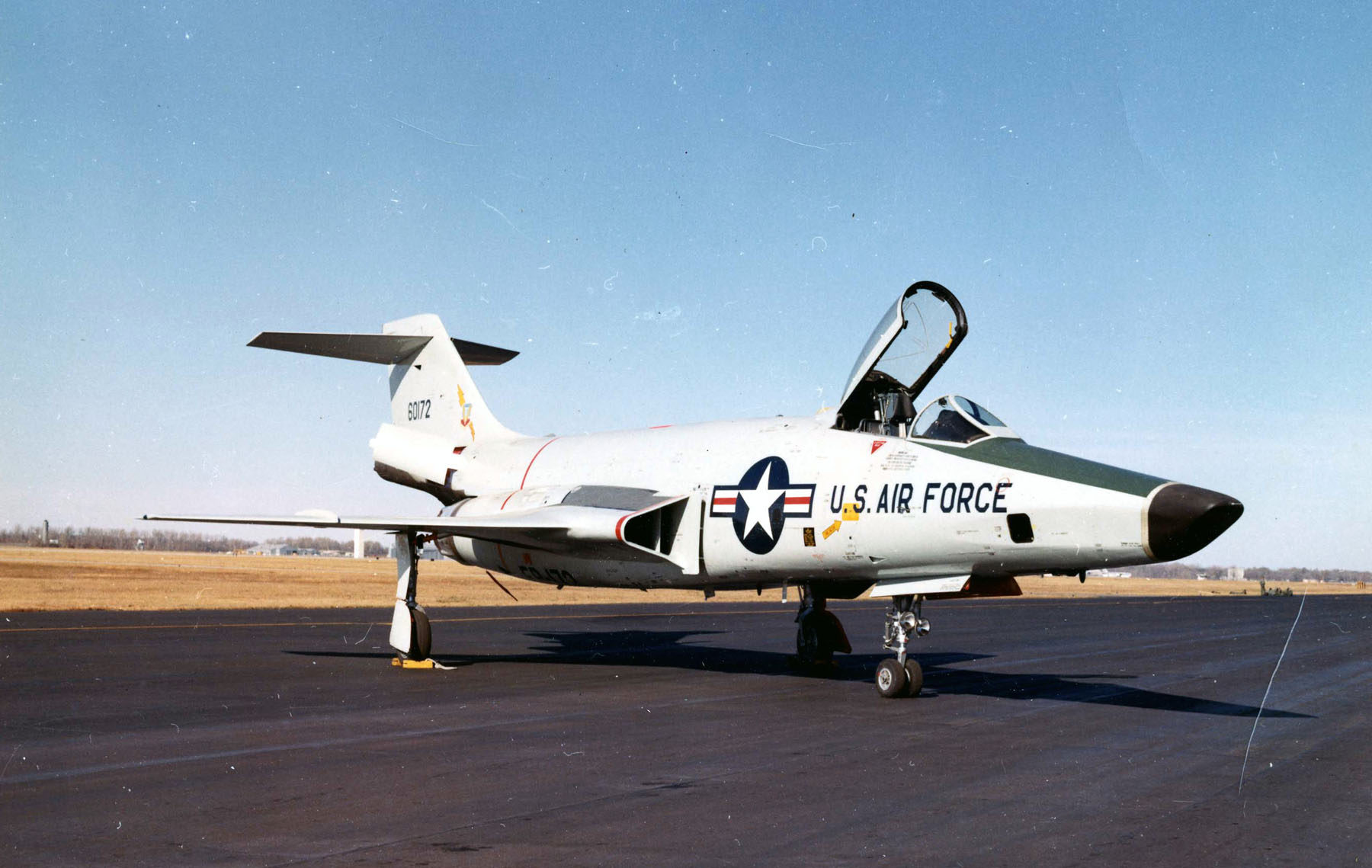
Un RF-101C Vodoo dell’USAF. Lo schema mimetico SEA (South East Asia) quale livrea, iniziò ad essere introdotto dall’USAF nel 1966

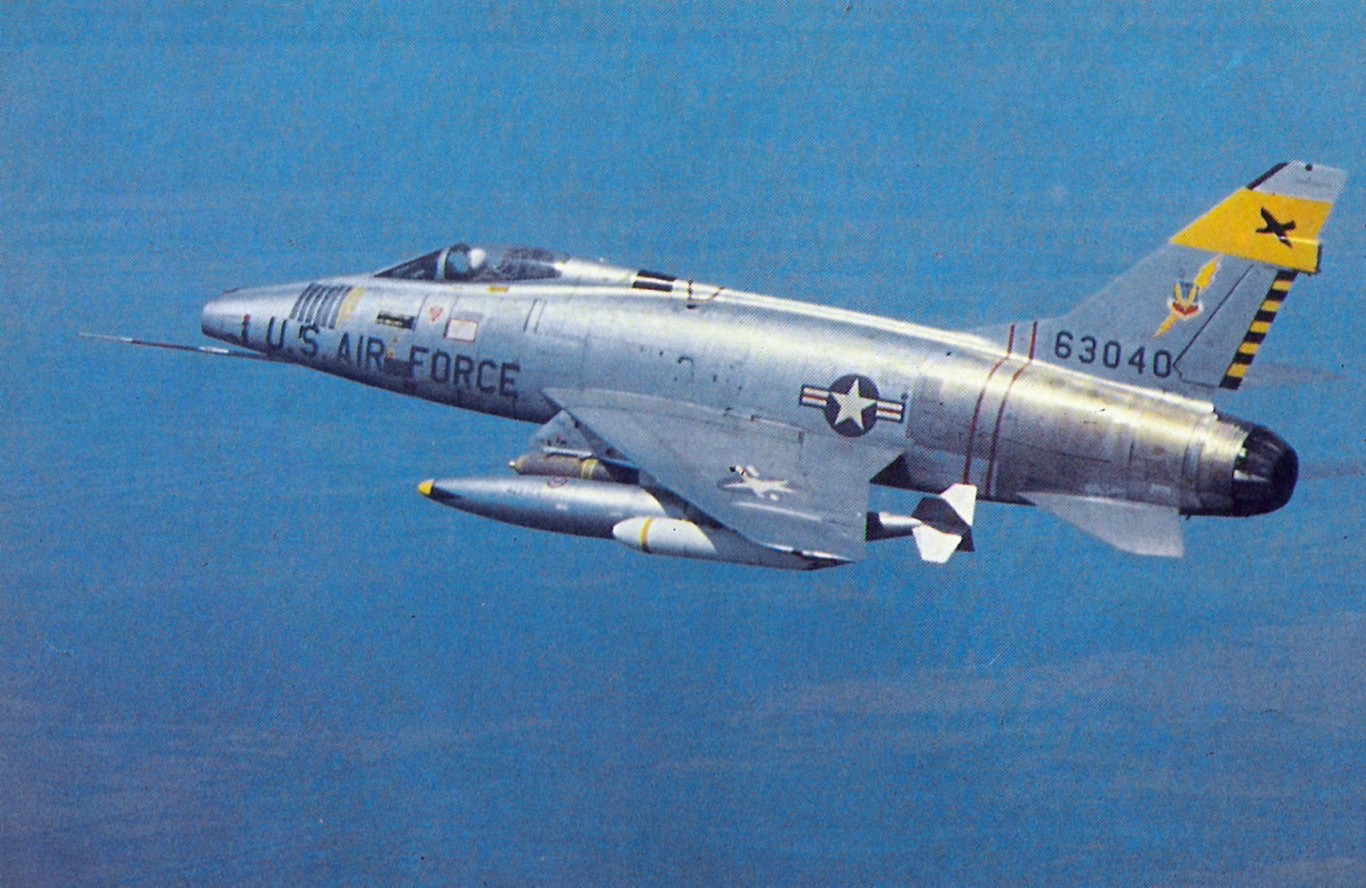
Un F-100D Super Sabre del 429th Tactical Fighter Squadron (3rd Tactical Fighter Wing) della Tan Son Nhut Air Base, Vietnam del Sud

La missione, condotta congiuntamente da aerei tipo RF-8A Crusader della US Navy ed RF-101C Voodoo dell’USAF, aveva lo scopo di effettuare voli di ricognizione fotografica a media e bassa quota sopra la Piana delle Giare, durante la guerra civile nel Regno del Laos. 
L’operazione subì la prima perdita il 6 giugno, quando un RF-8A del VFP-63 Det. C imbarcato sulla USS Kitty Hawk (CVA-63) fu abbattuto sopra il Laos ma il suo pilota, il tenente di vascello Charles F. Klusmann, catturato e fatto prigioniero riuscì fortunosamente a fuggire due mesi dopo. Il giorno seguente, un F-8D del VF-111 ‘Old Nick’ di scorta venne abbattuto e il pilota, capitano di fregata Doyle W. Lynn tratto in salvo.
A seguito di ciò si passò quindi alla "ricognizione armata" con cacciabombardieri F-100D Super Sabre che effettuavano voli di scorta da Tailandia e Vietnam del Sud in favore dei ricognitori.
Dopo essere passata ad attacchi aerei segreti contro gli infiltrati comunisti passanti per il sentiero di Ho Chi Minh (Pathet Lao e Viet Cong), posto alle pendici della Catena Annamita del Laos, la Yankee Team mutò quindi nell'operazione Barrel Roll.